# بلدة تورش ليك (مقاطعة هوتون)
تورش ليك، مقاطعة هوتون (بالإنجليزية: Torch Lake Township, Houghton County, Michigan)‏ هي بلدة تقع بولاية ميشيغان في الولايات المتحدة. تبلغ مساحتها 240.9 (كم²)، وترتفع عن سطح البحر 226 م، بلغ عدد سكانها 1860 نسمة في عام تعداد الولايات المتحدة 2000 حسب إحصاء مكتب تعداد الولايات المتحدة وتصل الكثافة السكانية فيها 9 نسمة/كم2.

## وصلات خارجية
- The US50 - Cities and Towns in Michigan State
- Michigan Cities and Towns, Facts, Map, Flag, Colleges, Government, and More